# Cœur Défense
Cœur Défense är ett kontorskomplex beläget i affärsdistriktet La Défense, väster om Paris. Med 350 000 m² är fastighetskomplexet det ytmässigt största i Europa.